# Quatre nobles veritats

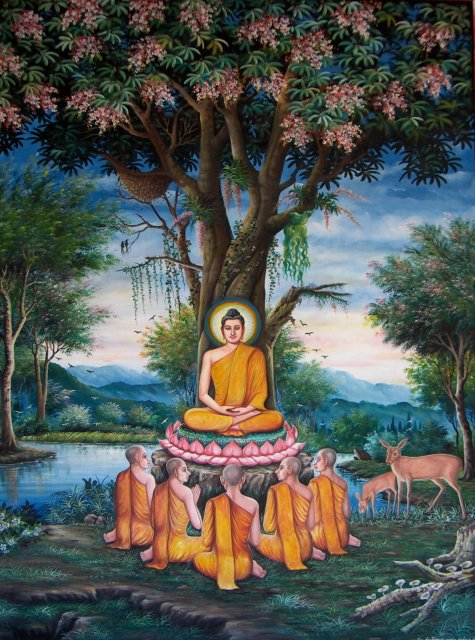
El primer sermó de Buda als cinc ascetes, pintat a Wat Chedi Liem, a Tailàndia.

Les quatre nobles veritats o quatre veritats nobles són les normes fonamentals del budisme que va deixar Siddharta Gautama. Després de la seva il·luminació, el Buda històric va anar al nord de l'Índia, a trobar els seus antics mestres, els cinc ascetes, que ara serien els seus primers deixebles. El primer ensenyament que els va dispensar després d'abandonar el samsara van ser les quatre nobles veritats.
Es poden resumir de la manera següent:
- dukkha o tota l'existència és patiment
- samudaya: la causa del patiment és el desig
- nirodha: es pot posar fi al patiment eliminant el desig
- marga: per fer-ho cal seguir el noble camí dels vuit passos.

Els vuit passos són els següents:
1. Coneixement recte de les quatre nobles veritats.
2. Actitud recta: allunyar-se d'odis, enveges.
3. Paraula recta: no mentir ni parlar inútilment. No replicar les coses.
4. Acció recta: bona conducta moral.
5. Ocupació recta: guanyar-se la vida sense mal.
6. Esforç recte: fomentar tendències bones.
7. Pensament recte: no cedir als desigs. És a dir, tenir voluntat pròpia.
8. Concentració recta: meditació.